# Stratford (Texas)
Pour l’article homonyme, voir Stratford.
La ville de Stratford est le siège du comté de Sherman, dans l’État du Texas, aux États-Unis. Elle se situe dans le centre-sud des États-Unis. Lors du recensement de 2010, la population s'élève à 2 017 habitants, estimée en 2017 à 2 077 habitants.

## Démographie
| Groupe            | Stratford | Texas | États-Unis |
| ----------------- | --------- | ----- | ---------- |
| Blancs            | 88,7      | 70,4  | 72,4       |
| Autres            | 8,8       | 14,3  | 11,2       |
| Métis             | 1,6       | 2,7   | 2,9        |
| Amérindiens       | 0,5       | 0,7   | 0,9        |
| Afro-Américains   | 0,4       | 11,9  | 12,6       |
| Total             | 100       | 100   | 100        |
|                   |           |       |            |
| Latino-Américains | 45,9      | 37,6  | 16,7       |

Selon l’American Community Survey pour la période 2011-2015, 62,03 % de la population âgée de plus de 5 ans déclare parler l'anglais à la maison, 37,82 % déclare parler l'espagnol et 0,15 % l'allemand.

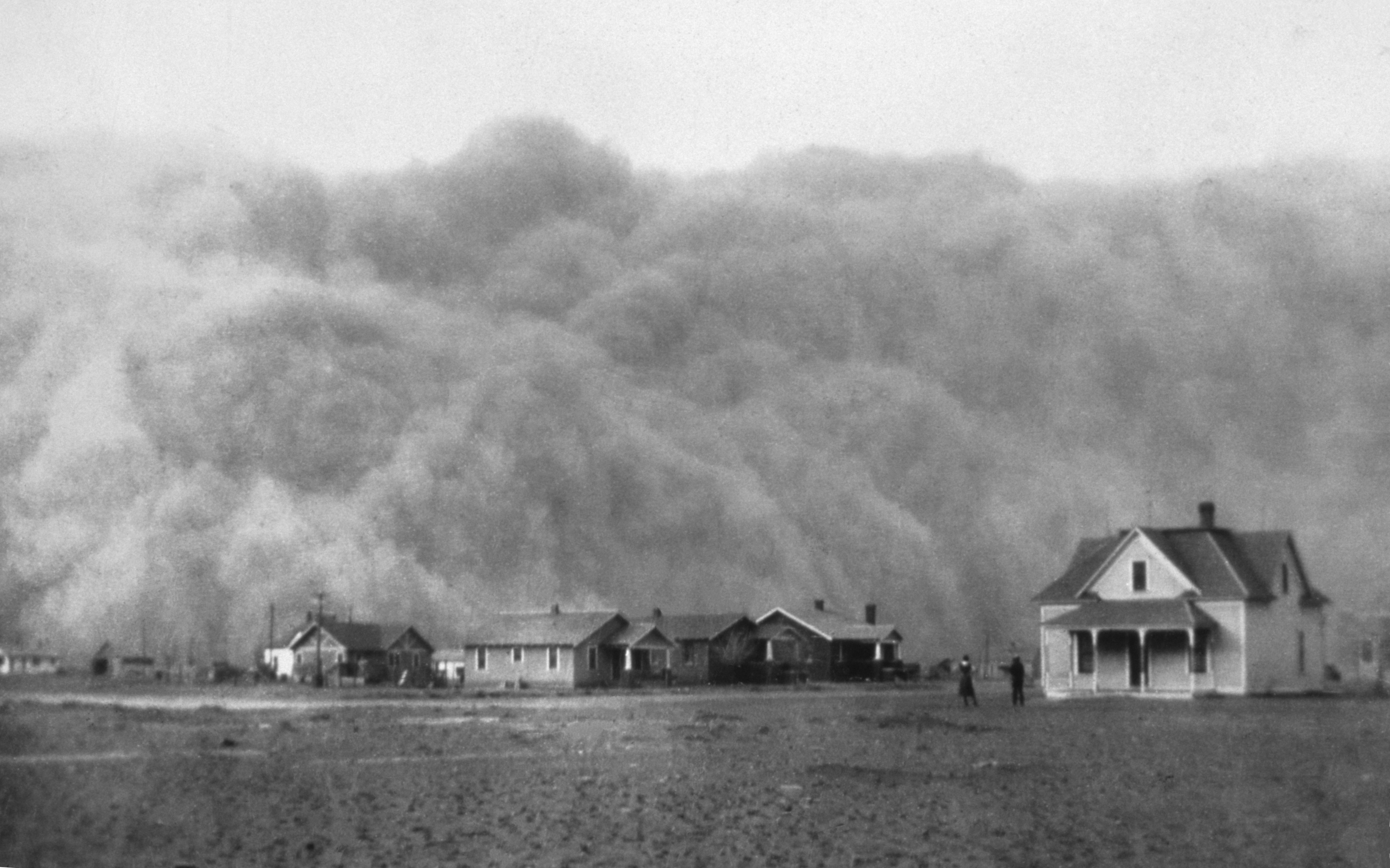
Tempête de sable à Stratford en 1935.

## Source
- (en) Cet article est partiellement ou en totalité issu de l’article de Wikipédia en anglais intitulé « Stratford, Texas » (voir la liste des auteurs).

1. ↑  (en) « Stratford, TX Population - Census 2010 and 2000 », sur censusviewer.com.
2. ↑  (en) « Population of Texas - Census 2010 and 2000 », sur censusviewer.com.
3. ↑  (en) « Language spoken at home by ability to speak English for the population 5 years and over », sur factfinder.census.gov.